# Riot Company
Riot Company ist eine Punkrockband aus Hildesheim und wurde im März 2001 von Thorsten „Dole“ Czech und Sascha Nowack gegründet. Die Musik orientiert sich an den alten englischen Punk- und Oi!-Bands der 1980er Jahre.
Wie ihr Publikum besteht auch die Band heutzutage aus Punkrockern, Skinheads und Rock ’n’ Rollern. Live trat die Band auch im europäischen Ausland und in Asien auf. Sie spielten gemeinsam Konzerte mit Bands wie The Exploited, The Boys, Sham 69 und Cockney Rejects. Die Band stand bei KB-Records unter Vertrag.

## Diskografie
- Punkrock Radio EP (Wasted Youth/Halb 7 Records, 2002)
- Riot Company / Scum – Split EP (DSS Records, 2003)
- Directors Cut CD (DSS Records, 2004)
- Riot Anthems CD (KB-Records, 2006)
- Riot Anthems LP (Psycho T Records, 2006)
- Directors Cut LP (Psycho T Records, 2007)
- The Kids Strike Back Split-CD (KB-Records, 2009)
- The Fire's Still Burning EP (KB-Records, 2009)
- Passion Punkrock CD/LP (KB-Records, 2010)
- Riot Company / Foreign Legion "Salute to the Boys" Split EP (KB-Records 2012)
- Drunk'n'Rude CD/LP (DSS Records, 2017)
- Riot Company / Komptoir Chaos – Split EP (SOTS/Ronce Records, 2018)